# Come on Pilgrim
Come on Pilgrim — debiutancki album amerykańskiej grupy rockowej Pixies wydany 12 października 1987 roku.

## Lista utworów
1. "Caribou" – 3:14
2. "Vamos" – 2:53
3. "Isla de Encanta" – 1:41
4. "Ed Is Dead" – 2:30
5. "Holiday Song" – 2:14
6. "Nimrod's Son" – 2:17
7. "I've Been Tired" – 3:00
8. "Levitate Me" – 2:37

## Twórcy
- Black Francis – wokal, gitara
- Kim Deal – gitara basowa, chórki
- Joey Santiago – gitara prowadząca
- David Lovering – perkusja

- Steve Albini – produkcja, inżynieria dźwięku
- Simon Larbalestier, Vaughan Oliver – okładka